# Friedrich Gennrich
Friedrich Gennrich (Colmar, 27 mars 1883 – Langen, 22 septembre 1967) est un musicologue et romaniste.

## Biographie
Gennrich étudie la musicologie à Strasbourg avec Friedrich Ludwig et la philologie romane à Gustav Gröber, et en outre, à Paris avec Joseph Bédier. Il obtient son doctorat avec son édition, Le Roman de la dame à la lycorne et du biau chevalier au lyon. Ein Abenteuerroman aus dem 1. Drittel des 14. Jahrhunderts [Un roman d'aventure du premier tiers du XIVe siècle] (Halle, 1908) et occupe un poste de professeur de lycée, d'abord à Strasbourg et à partir de 1919, à Francfort. Il obtient son habilitation en musicologie en 1927 et en 1929, en langues et littératures romanes. De 1934 à 1964, il est professeur adjoint à l'Université de Francfort et publie de nombreuses recherches en auto-édition.
Ses vastes archives ont été acquises par la Bibliothèque de l'Université de Francfort en 1980.

## Œuvres (sélection)
- Musikwissenschaft und romanische Philologie. Ein Beitrag zur Bewertung der Musik als Hilfswissenschaft, Halle a.S. 1918
- Rondeaux, Virelais und Balladen aus dem Ende des XII., dem XIII. und dem ersten Drittel des XIV. Jahrhunderts mit den überlieferten Melodien, 2 Bde., Dresdre 1921,1927
- Der musikalische Vortrag der altfranzösischen Chansons de geste. Eine literarhistorisch-musikwissenschaftliche Studie, Halle a.S. 1923
- Die altfranzösische Rotrouenge. Literarhistorisch-musikwissenschaftliche Studie, Halle a. S. 1925
- Grundriss einer Formenlehre des mittelalterlichen Liedes als Grundlage einer musikalischen Formenlehre des Liedes, Halle a.S. 1932, Tübingen/Darmstadt 1970
- Die Strassburger Schule für Musikwissenschaft. Ein Experiment oder ein Wegweiser? Anregungen zur Klärung grundsätzlicher Fragen, Würzburg 1940
- Troubadours, trouvères, Minne- und Meistergesang, Köln 1951, 1960, Laaber, 2010 (Das Musikwerk 2)
- (Éditeur) Altfranzösische Lieder, Tübingen 1955
- (Éditeur) Bibliographie der ältesten französischen und lateinischen Motetten, Darmstadt, 1957
- (Éditeur) Lo gai saber. 50 ausgewählte Troubadourlieder. Melodie, Text, Kommentar, Formenlehre und Glossar, Darmstadt, 1959
- Das altfranzösische Rondeau und Virelai im 12. und 13. Jahrhundert, Langen bei Frankfurt, 1963
- (Éditeur) Die Kontrafaktur im Liedschaffen des Mittelalters, Langen bei Frankfurt, 1965